# Demetriusz Cynik
Demetrios – pierwszy znany nam filozof cynicki doby cesarstwa rzymskiego, urodził się najprawdopodobniej na początku I wieku. Był ceniony przez Senekę, od którego mamy liczne świadectwa o jego życiu i poglądach. Został wydalony z Rzymu w 71 roku z powodu sprzeciwu jaki okazywał polityce cesarza Wespazjana. Ostatnie lata życia spędził najprawdopodobniej w Grecji.
Demetrios uważał, że filozofia objawia się bezpośrednio w życiu i powinna zostać sprowadzona do poznania ścisłych nakazów i ich przestrzegania. 
Główne nakazy (nauki) na jakie zwracał dużą uwagę to:
- pozytywne usposobienie wynikające z nieprzywiązywania znaczenia do darów / wyroków losu,
- opanowanie wszelkich pragnień,
- religijność – przejawiająca się w akceptacji (optymistycznej) wyroków bogów.

Jako prawdziwy cynik cenił trud, który hartuje ducha. Uważał, że człowiek który w swoim życiu nigdy nie zaznał żadnej przeciwności, żadnego nieszczęścia nie może być szczęśliwym. Twierdził wręcz że prawdziwie szczęśliwym może być jedynie ten kto doświadczył wiele przeciwności i nieszczęść (bo to kształtuje hart ducha).